# Lucienne Marchal
Lucienne Marchal (Antwerpen, ca. 1910 - ?) was een schilderes en grafica, gespecialiseerd in houtsneden. Ze werd geboren te Antwerpen ca. 1910, maar er is tot op heden weinig informatie beschikbaar over haar leven en oeuvre.

## Leven en werk
Lucienne Marchal zou haar eerste kunstopleiding hebben gevolgd bij de schilder en decorateur Albert Thys. Vervolgens studeerde ze schilderkunst aan de Koninklijke Academie voor Schone Kunsten, waar ze les kreeg van Isidore Edmond Henri baron Opsomer, een schilder, etser en lithograaf. Mogelijk maakte ze via hem voor het eerst kennis met grafische technieken. Aan de Academie verdiepte ze zich ook in de kunst van de xylografie, onder begeleiding van kunstenaar en docent Eduard Pellens. Volgens Paul Pirot had Lucienne Marchal een voorkeur voor landschappen en dorpsgezichten, waarbij zij zich inspireerde op haar eigen omgeving en Zuid-Frankrijk. Lucienne Marchal is vooral gekend als houtsnijder en ontwerper van ex-librissen, waarvan voorbeelden terug te vinden zijn in de collectie van het Rijksmuseum en in het prentenkabinet van Antwerpen in Museum Plantin-Moretus. Haar oeuvre omvat zowel zwart-witprenten als werken met opvallende kleuren. De kunstenares wordt ook vermeld in Signatures d'artistes belges des 19e et 20e siècles, door Pirot.

## Oeuvre in openbare collecties
Het Prentenkabinet Antwerpen in Museum Plantin-Moretus bezit 15 prenten en het Rijksmuseum in Amsterdam bewaart 7 prenten van de kunstenares, waarvan hier twee worden beschreven:
- Een prent toont een ex libris met twee naakte vrouwelijke figuren. De linkerfiguur is rood met zwarte contouren, terwijl de rechterfiguur wit is en aan de hand van zwarte arceringen van schaduw voorzien wordt. De achtergrond bevat een zwarte wolk en een rode rechterbovenhoek, waarin ‘EX LIBRIS’ geschreven staat. Linksonder zijn de namen ‘LUCIENNE’ (verticaal) en ‘MARCHAL’ (horizontaal) te lezen. Onderaan is de prent gesigneerd en gedateerd op 1935.[3]
- Een prent bevat centraal een fis met een lange, bijna gedrapeerde staartvin. Witte lijnen rondom suggereren waterplanten. Linksonder staan drie maskers afgebeeld en rechts staan vier maskers. Bovenaan staat ‘LUCIENNE MARCHAL’ geschreven en onderaan ‘Espère qu'en 1936 vous serez aussi heureux qu'un poisson dans l'eau’, een nieuwjaarswens van Marchal aan de ontvanger.[4]